# بخش کیندیو
شهرستان کیندیو (به اسپانیایی: Quindío Department) یک سکونتگاه مسکونی در کلمبیا است که در کلمبیا واقع شده است.

## خصوصیات
شهرستان کیندیو ۱٬۸۴۵ کیلومترمربع مساحت و ۵۵۸٬۹۳۴ نفر جمعیت دارد.